# Csáthi Demeter
Csáthi Demeter (Csath Demeter, Csáti Demeter) (15. század vége – 16. század eleje) költő, ferences szerzetes.
A Szilágyságból származott és a krakkói egyetemen tanult 1502-ben vagy 1503-ban; azután a Szilágyságban élt és működött. Az Egyháztörténeti emlékek a magyarországi hitújítás korából című négykötetes mű (Budapest, 1902-12.) II. kötetében megjelent Magyarországi Szalvatorianus Szent-Ferenczrendűek közgyűlésének jegyzőkönyvei 1531-67. évekből szerint 1531-ben „az ozorai custodián van s visitator lesz”, 1533-ban „pataki guardian” és a „coassessorok közt szerepel”. 1537-ben csanádi, majd váradi prédikátorként említik, 1542-ben szécsényi, majd prédikátor volt.
Magyarország meghódításáról szóló énekét kevéssel a mohácsi vész után írta: „mikor nagy bú vala Magyarországban.” Ennek csak három utolsó versszaka maradt reánk a Pannonia megvételéről szóló énekkel egy papíron, mely egy kései másolatban volt meg Horvát Istvánnál. Szilády Áron a Pannonia megvételéről szóló ének mai szövegét is neki tulajdonítja, vagy utánzójának tartja.